# Lieteksavo
Lieteksavo är en sjö i Gällivare kommun i Lappland och ingår i Kalixälvens huvudavrinningsområde. Lieteksavo ligger i Sjaunja Natura 2000-område. Sjöns area är 1,428 kvadratkilometer och den är belägen 568 meter över havet.